# Libáň (Nasavrky)
Libáň je malá vesnice, část města Nasavrky v okrese Chrudim. Nachází se asi 2 km na severovýchod od Nasavrk. Prochází zde silnice I/37. V roce 2009 zde bylo evidováno 40 adres. V roce 2011 zde trvale žilo 62 obyvatel.
Libáň leží v katastrálním území Ochoz u Nasavrk o výměře 3,69 km².